# Francisco Mela
Francisco Mela (Bayamo, 5 februari 1968) is een Cubaanse jazzdrummer en -percussionist, die heeft opgetreden met een breed scala aan prominente internationale latin- en jazzartiesten, waaronder Kenny Barron, Gary Bartz, JoAnne Brackeen, Jane Bunnett, Regina Carter, Anat Cohen, Paquito D'Rivera, George Garzone, Larry Grenadier, Stefon Harris, Lionel Loueke, Joe Lovano, Jason Moran, John Patitucci, John Scofield, Esperanza Spalding, Mark Turner, McCoy Tyner, Chucho Valdés, Kenny Werner en vele anderen..

## Biografie
Francisco Mela studeerde als tiener aan de muziekschool van El Yarey, voordat hij zijn studies voortzette aan de Nationale School voor Kunsten voor Leraren, el CENCEA. Hij gaf les aan Rafael Cabrera's Conservatory of Music, speelde met enkele van de beste latin-jazzmusici van het land en leidde zijn band MelaSon Latin Jazz Band, die door Mexico toerde. In 2000 verhuisde hij naar Boston om te studeren aan het Berklee College of Music en werd hij uitgenodigd om lid te worden van de slagwerkfaculteit. Hij werd de huisdrummer in het Wally's Café, waar hij het concept ontwikkelde voor wat later zijn eigen band zou worden. 
In 2005 trad Mela toe tot het kwartet van saxofonist Joe Lovano. Van bijzonder belang was het album Folk Art van de band uit 2008 bij Blue Note Records. Later dat jaar werd Mela benaderd door McCoy Tyner om zich bij zijn trio te voegen.
Mela werd in 2014 benoemd tot eerste artistiek directeur van het Twin Cities Jazz Festival, Vóór zijn benoeming diende hij als artistiek leider voor het Xalapa Jazz Festival in Veracruz in Mexico (2010-2013). Eind 2016 maakte Mela deel uit van een inaugureel ensemble, dat zich bij de Afro-Cubaanse pianist Chucho Valdés en saxofonist Joe Lovano voegde voor een internationale tournee door Europa en Noord-Amerika. Hij leidt ook zijn eigen band The Crash Trio.
Mela bracht in 2006 zijn eerste cd Melao uit met gunstige recensies. Zijn tweede publicatie als leider, Cirio bij Half Note Records, werd opgenomen in 2008 tijdens een residentie van een week in de Blue Note Jazz Club in New York met Mark Turner, Jason Moran, Larry Grenadier en Lionel Loueke. Mela's derde opname en tweede publicatie bij Half Note Records, Tree Of Life (2011), is een samensmelting van zijn favoriete bands die hem inspireerden om drummer te worden (fusionband van Miles Davis met Chick Corea en Keith Jarrett, Weather Report en de latinjazz superband Irakere). Het album belicht het ensemble Cuban Safari en biedt Mela ruimte om een gevarieerde fusie van Cubaanse en jazzpolyritmes te tonen. Tree Of Life ontving lovende kritieken van een aantal jazzjournalisten en critici en versterkte Mela als een van de opkomende orkestleiders van zijn generatie. FE (2016) is het vierde en meest recente project van Francisco Mela als leider. Het zelf uitgebrachte album belicht de twee opvallende muzikanten, pianist Leo Genovese en bassist Gerald Cannon, die samen met hem The Crash Trio vormen. De legendarische gitarist John Scofield verschijnt als gast op de opname. Het album is van bijzonder belang voor Mela omdat het is geschreven ter ere van een van zijn muzikale mentors McCoy Tyner en is een eerbetoon aan zijn overleden ouders.

## Discografie
- 2016:	FE (zelf uitgegeven)

Francisco Mela (drums); Gerald Cannon (bas); Leo Genovese (piano); speciale gast, John Scofield (gitaar)
- 2011:	Francisco Mela & Cuban Safari: Tree Of Life	(Half Note Records)

Francisco Mela (drums, zang); Elio Villafranca (piano); Leo Genovese (piano); Uri Gurvich (saxofoon); Ben Monder (gitaar); Luques Curtis (bas); Mauricio Herrera (percussie); Esperanza Spalding (zang) track 4; Peter Slavov (bas); Arturo Stable (percussie); Jowee Omicil (saxofoon)
- 2008:	Cirio: Live at the Blue Note (Half Note Records)

Francisco Mela (drums, zang); Jason Moran (piano); Larry Grenadier (bas); Mark Turner (sopraansaxofoon); Lionel Loueke (gitaar, zang)
- 2006:	Melao (Ayva Musica)

Francisco Mela (drums, zang, percussie); Joe Lovano (tenorsaxofoon); George Garzone (tenorsaxofoon); Anat Cohen (tenorsaxofoon, klarinet); Lionel Loueke (gitaar); Nir Felder (elektrische gitaar & effecten); Leo Genovese (piano, Fender Rhodes, keyboards); Peter Slavov (bas)
- Biblioteca Nacional de España: XX1716490
- Bibliothèque nationale de France: cb15551909k (data)
- Gemeinsame Normdatei: 138713162
- International Standard Name Identifier: 0000 0000 7850 3282
- Library of Congress Control Number: no2008124540
- MusicBrainz: ac5c8300-8d16-49d6-9dd1-3c9be66f7383
- Nationale Bibliotheek van Israël: 987007397580305171
- Système universitaire de documentation: 181017393
- Virtual International Authority File: 90972609
- WorldCat: E39PBJtGY8cytXgVd7J7b6t3Qq